# Аслар
Аслар (нем. Aßlar) — город в Германии, в земле Гессен. Подчинён административному округу Гиссен. Входит в состав района Лан-Дилль. Население составляет 13 978 человек (на 30 июня 2014 года). Занимает площадь 43,57 км². Официальный код — 06 5 32 001.
Город подразделяется на 6 городских районов.

## География

### Соседние селения
На севере Аслар граничит с муниципалитетами Миттенар и Хоэнар. На юго-востоке с городом Вецлар, на юге с Зольмсом и на западе с Эрингсхаузеном.

### Городские районы
1. Аслар c Клайн-Альтенштеднэном
2. Бехлинген
3. Бергхаусен
4. Бермоль
5. Оберлемп
6. Вердорф

## Политика

### Mэр
Результаты выборов мэра c 3 ноября 2013 года:
1. Роланд Эш (Свободное сообщество избирателей): 63,5 %
2. Уве Вольтер (Социал-демократическая партия Германии): 36,5 %

## Города-побратимы
- Сент-Амбруа (Гар) (фр. Saint-Ambroix (Gard)), Франция (1966)
- Йютербог (Бранденбург) (нем. Jüterbog (Brandenburg)), Германия (1991)

2001 года Совет Европы передал Асларy европейский флаг в честь диалогa в пределах Европы.